# Club de Básquetbol Trigueros de Ciudad Obregón
I Trigueros de Ciudad Obregón sono stati una società cestistica con sede a Ciudad Obregón, in Messico. Fondati nel 2001, giocavano nel Circuito de Baloncesto de la Costa del Pacífico.
Disputavano le partite interne nel Gimnasio Manuel Lira García.